# Burak Yilmaz
Burak Yılmaz (tyrkisk udtales: [ˈbuɾak jɯɫˈmaz]) (født 15. juli 1985) er en tyrkisk tidligere fodboldspiller, der har spillet som angriber for den franske klub Lille OSC og på det tyrkiske landshold.

## Antalyaspor
Yılmaz begyndte sin professionelle karriere som offensiv midtbanespiller i Antalyaspor i den næstbedste tyrkiske række. Han scorede sit første mål i 2004-05-sæsonen mod Karşıyaka. Han spillede 29 kampe, scorede 8 mål og hjalp sit hold med at undgå nedrykning. Den følgende sæson var mere succesfuld for Antalyaspor, og Yılmaz bidrog til det vellykkede resultat. Antalyaspor endte med en andenplads og oprykning til Süper Lig. I 70 ligakampe for klubben scorede han 17 mål.

## Beşiktaş
Yılmaz skiftede til Beşiktaş i sommeren 2006. Han fik debut den 6. august 2006 mod Manisaspor og scorede sit første mål mod Konyaspor i en 3-1 sejr til Beşiktaş. Han scorede også imod Trabzonspor. I sin første sæson scorede han 5 mål i 30 ligakampe, og Beşiktaş sluttede ligaen på en andenplads. Han spillede også syv kampe i den tyrkiske pokalturnering og scorede et enkelt mål, da klubben vandt turneringen. Hans form faldt markant i 2007-08-sæsonen.

## Manisaspor
Yılmaz skiftede fra Beşiktaş til Manisaspor i transfervinduet i januar 2008 i en byttehandel, hvor Filip Hološko rejste den modsatte vej. Yılmaz scorede et hattrick mod Denizlispor i den første kamp for sin nye klub, og igen fik større klubber øje på ham, da han scorede ni mål i 18 kampe.

## Fenerbahçe
Den 29. juni 2008 blev Yılmaz blev solgt til Fenerbahçe. I modsætning til hans rolle som "lovende ung spiller" i Manisaspor og Beşiktaş, skuffede han fælt i Fenerbahçe og kom kun til at spille 16 kampe uden at score i 2008-09-sæsonen.

## Eskişehirspor
Den 11. juli 2009 skiftede Yılmaz til Eskişehirspor på et ét-årigt lån. I den første halvdel af 2009-2010 sæsonen i Süper Lig spillede han 14 kampe og scorede et enkelt mål.

## Trabzonspor
I februar 2010 skiftede Yılmaz til Trabzonspor. Efter et trænerskifte, hvor Trabzonspor-legenden Şenol Güneş kom til klubben, debuterede Yılmaz den 15. februar 2010, og spillede de sidste 15 minutter mod Bursaspor i en kamp, der endte 1-1. Efterhånden genfandt han sin evne til at score mål.

## Galatasaray
Den 13. juli 2012 underskrev han en 4+1-årig kontrakt med Galatasaray for €5 millioner. Yılmaz ville her tjene €2,3 millioner pr. sæson med €20.000 bonus pr. kamp. Den 2. september 2012 scorede han sit første mål for Galatasaray mod Bursaspor i en kamp, der sluttede 3-2. Kampen var historisk, idet den var Galatasays 1000. sejr i en ligakamp.